# Hessen op het Bundesvision Song Contest
Hessen is een van de zestien Duitse deelstaten die deelnemen aan de Bundesvision Song Contest.

## Overzicht
Hessen mag zich met trots de allereerste winnaar van de Bundesvision Song Contest ooit noemen. In 2005 won Juli met ruime voorsprong op Sleeswijk-Holstein. Een jaar later eindigde Nadja Benaissa nog net naast het podium, maar daarna ging het bergaf met Hessen. In 2011 besloot Juli om een nieuwe kans te wagen op succes. De winnaar van 2005 eindigde echter pas op de dertiende plek.

## Deelnames
| Jaar | Artiest            | Lied              | Plaats | Punten | Taal            |
| ---- | ------------------ | ----------------- | ------ | ------ | --------------- |
| 2005 | Juli               | Geile Zeit        | 1      | 159    | Duits           |
| 2006 | Nadja Benaissa     | Ich hab' dich     | 4      | 104    | Duits           |
| 2007 | D-Flame            | Mom song          | 7      | 67     | Duits en Engels |
| 2008 | Rapsoul            | König der Welt    | 8      | 51     | Duits           |
| 2009 | Fräulein Wunder    | Sternradio        | 6      | 53     | Duits           |
| 2010 | Oceana & Leon      | Far away          | 13     | 18     | Engels en Duits |
| 2011 | Juli               | Du lügst so schön | 13     | 12     | Duits           |
| 2012 | Cris Cosmo         | Herzschlag        | 12     | 19     | Duits           |
| 2013 | Sing um dein Leben | Unter meiner Haut | 11     | 29     | Duits           |
| 2014 | OK Kid             | Unterwasserleibe  | 9      | 33     | Duits           |
| 2015 | Namika             | Hellwach          | 7      | 76     | Duits           |

## Festivals in Hessen
| Jaar | Plaats  | Zaal          | Presentatoren                  |
| ---- | ------- | ------------- | ------------------------------ |
| 2006 | Wetzlar | Arena Wetzlar | Stefan Raab en Janin Reinhardt |

Baden-Württemberg · Beieren · Berlijn · Brandenburg · Bremen · Hamburg · Hessen · Mecklenburg-Voor-Pommeren · Nedersaksen · Noordrijn-Westfalen · Rijnland-Palts · Saarland · Saksen · Saksen-Anhalt · Sleeswijk-Holstein · Thüringen